# Pat and Mike
Pat and Mike is een Amerikaanse filmkomedie uit 1952 onder regie van George Cukor.

## Verhaal
Pat Pemberton is kampioene in elke sport die ze doet. Mike Conovan organiseert allerhande sportevenementen voor haar. Dan heeft ze zijn hulp nodig bij een groot probleem.

## Rolverdeling
| Acteur                  | Personage        |
| ----------------------- | ---------------- |
| Spencer Tracy           | Mike Conovan     |
| Katharine Hepburn       | Pat Pemberton    |
| Aldo Ray                | Davie Hucko      |
| William Ching           | Collier Weld     |
| Sammy White             | Barney Grau      |
| George Mathews          | Sylvester Cauley |
| Gussie Moran            | Gussie Moran     |
| Babe Didrikson Zaharias | Babe Zaharias    |
| Don Budge               | Don Budge        |
| Alice Marble            | Alice Marble     |
| Frank Andrew Parker     | Frank Parker     |
| Betty Hicks             | Betty Hicks      |
| Beverly Hanson          | Beverly Hanson   |
| Helen Dettweiler        | Helen Dettweiler |
| Loring Smith            | E.H. Beminger    |